# 中村萬太郎
中村 萬太郎（なかむら まんたろう、1989年（平成元年）5月12日 - ）は、歌舞伎役者。屋号は萬屋。定紋は桐蝶、替紋は蔓片喰。
東京都出身。中村萬壽の次男で、花形立役の1人。菊五郎劇団一座の舞台で多くの役を務める。
慶應義塾幼稚舎、慶應義塾普通部、慶應義塾高等学校卒業。塾高では茶道部部長を務め、卒業後も茶道を趣味として続けている。
六代目中村時蔵は実兄。
2018年、重要無形文化財（総合認定）に認定され、伝統歌舞伎保存会会員となる。

## テレビ出演
- 青天を衝け（2021年、NHK大河ドラマ） - 福沢諭吉 役